# The Brotherhood V: Alumni
The Brotherhood V és una pel·lícula de David Decoteau, estrenada el 2009.

## Argument
Aquesta és la cinquena part de la sèrie Brotherhood.
La pel·lícula comença amb un noi de l'institut llegint una nota de la noia que el posa calent per trobar-la a la dutxa del vestidor de noies després del ball. I seguim aquest xicot mentre vaga per les aules buides durant gairebé deu minuts intolerables!

## Repartiment
- Maria Aceves 	:Betty
- Preston Davis 	: 	Schwartz
- Lindsey Landers: 	Amy
- Arthur Napiontek: 	Ted
- Brett Novek: 	Randall
- Nathan Parsons: 	Holden
- Oskar Rodriguez: 	Leslie